# АвтоВАЗ
„АвтоВАЗ“ е руска автомобилостроителна компания, разположена в гр. Толиати, Самарска област, Русия. Тя е най-големият производител на леки автомобили в Русия, бившия СССР и Източна Европа.
Първият модел произведен под марката ВАЗ е ВАЗ 2101 – „Жигули“, който по-късно се превръща в Лада 1200. Следващите и едни от най-известните са ВАЗ 2105, ВАЗ 2106, ВАЗ 2107, ВАЗ 2104.
По данни от края на юни 2014 г. повече от 50% от акциите на компанията се контролират от алианса Рено-Нисан, на руската корпорация Ростех принадлежат 24,5%. Формално 81,47% от обикновените и 47% от привилегированите акции на АвтоВАЗ принадлежат на холандската компания Alliance Rostec Auto BV, която на свой ред на 67,13% принадлежи на Рено-Нисан, а на 32,87% – на Ростех.

## История
През 1966 г. ЦК на КПСС и съветското правителство приемат решение за строителство на нов крупен автомобилен завод в гр. Толиати. Подготовката на техническия проект е била поръчана на италианския автомобилен концерн ФИАТ. Първите автомобили излизат от производство през 1970 г.
Предишни названия:
- Волжки автомобилен завод (ВАЗ) (1966 – 1971),
- Волжко обединение по производството на леки автомобили „АВТОВАЗ“ (от 1971). С указ на Президиума на Върховния съвет на РСФСР от 1972 г. към името е добавено 50-летие на СССР.

## Модели
По-рано са произвеждани марки „ВАЗ“ с наименованията „Жигули“, „Нива“, „Спутник“, „Самара“, „Ока“.
Понастоящем се произвеждат леки коли под търговската марка „Lada“ („Лада“). Освен това се доставят на други производители машинокомплекти за производство на коли с марка „ВАЗ“, „Lada“ и „Ока“.